# كريستيان الثامن ملك الدنمارك

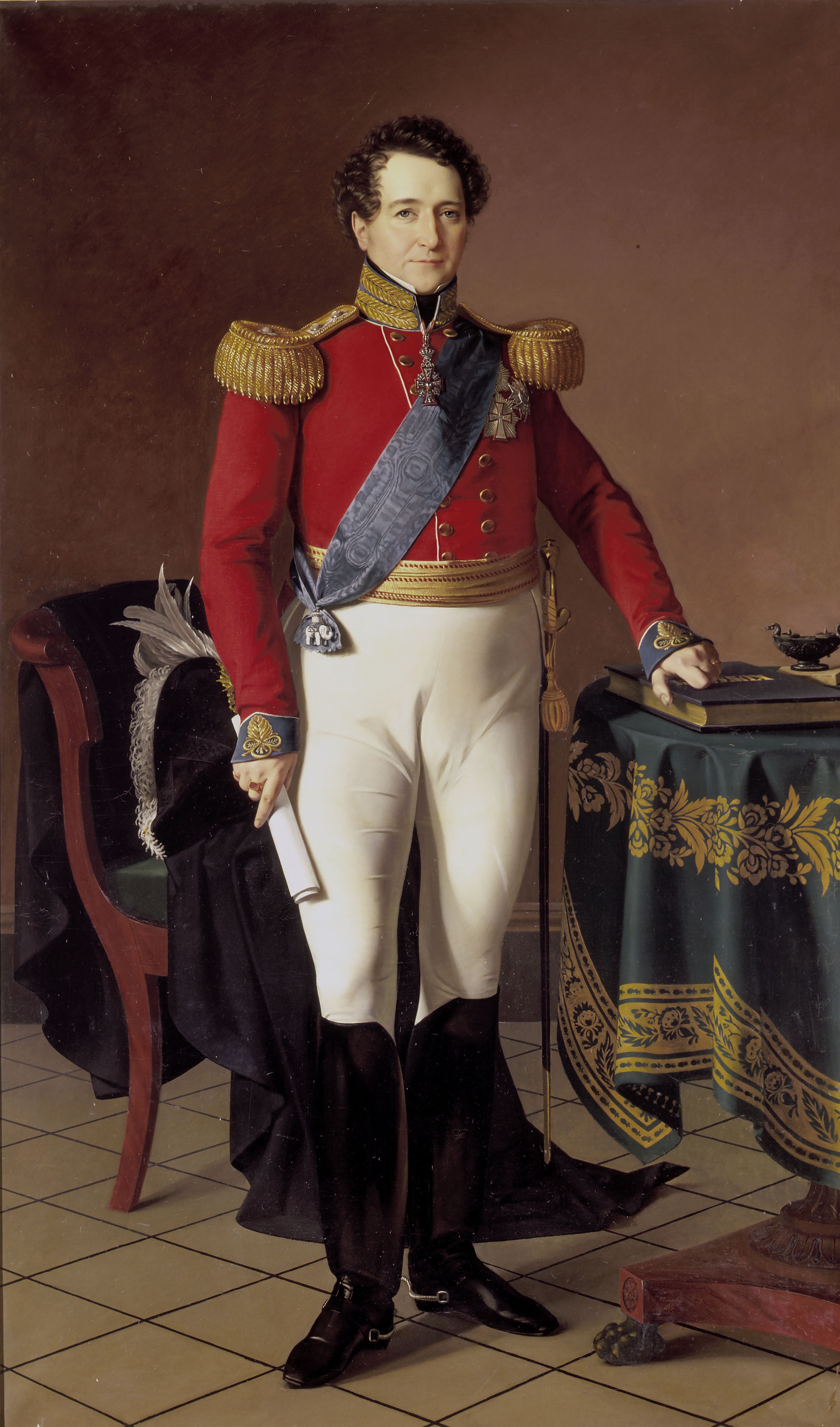
كريستيان الثامن ملك الدنمارك.

كريستيان الثامن (بالدنماركية: Christian 8.)‏، (ولد في 18 سبتمبر 1786 - توفي في 20 يناير-1848)، كان ملك الدنمارك بين عامي 1839-1848، وملك النرويج في عام 1814.

## روابط خارجية
- كريستيان الثامن ملك الدنمارك على موقع الموسوعة البريطانية (الإنجليزية)
- كريستيان الثامن ملك الدنمارك على موقع ميوزك برينز (الإنجليزية)